# 세이라 히토미
세이라 히토미 (星蘭 ひとみ, 1994년 5월 26일 ~ )은 전 다카라즈카 가극단 전과・호시구미 여역.
도쿄도 미나토구, 가쿠슈인 여자고등과 출신. 신장 163cm. 애칭 "세-라", "마유"

## 약력
2013년 다카라즈카 음악학교 입학
2015년 다카라즈카 가극단 101기생으로 입단. 츠키구미 공연 「1789」으로 초무대. 그 후, 호시구미 배속. 같은 해 방송한 NHK 드라마 「경세제민의 남자 코바야시 이치조」 후편에 출연. 총원 14명의 다카라젠느가 초기 다카라즈카 가극의 무대를 재현했다.
입단 초기부터 훤칠한 몸매와 압도적인 미모로 주목을 모으고, 2017년, 쿠레나이 유즈루・키사키 아이리 톱 콤비 대극장 오히로메 공연 「THE SCARLET PIMPERNEL」으로 루이 샤를르役에 발탁되다. 같은 해, 「베를린, 나의 사랑」으로 신인공연 첫 히로인. 입단 3년차만에 발탁되었다.
2018년 「ANOTHER WORLD」으로 2번째 신인공연 히로인
2019년 12월 23일자로 전과 이동. 베테랑이 중심인 스페셜리스트 집단인 전과에, 입단 5년차의 와카테 여역이 이동하는 것은 극히 이례적이며, 전과 이동 후에는 영상을 중심으로 활동한다는 발표. 현역 다카라젠느가 무대 외의 활동을 전제로써 이동하는 것도, 근년에는 이례적인 행동이다.
2020년 TBS계열 드라마 「돈 떨어지면 사랑의 시작」으로 연속 드라마 첫 출연. 이 드라마가 유작이 된 미우라 하루마가 연기하는 사루와타리 케이타의 전 애인・세이토쿠 마리아를 연기했다. 현역 다카라젠느가 연속 드라마에 레귤러 출연하는 것은 1994년 NHK 연속 TV소설 「피아노」에서 히로인을 맡은 준나 리사 이후, 26년만의 일이었다. 그 후, 활동이 기대되었으나, 같은 해 11월 30일자로 다카라즈카 가극단을 퇴단.
2021년 3월 16일, 토요타자동차 대표이사 사장인 토요타 아키오의 장남인 토요타 다이스케와 결혼한 것이 발표되었다.

## 인물
유치원부터 고등학교까지 가쿠슈인을 다녔고, 아키시노노미야 후미히토 친왕의 차녀 카코 내친왕과 동급생이었다.
훤칠한 얼굴 생김새와 큰 눈동자로 관객의 시선을 끌어, 일부 팬들로부터 "다카라즈카의 오드리 헵번"이라고 불렸다.

## 다카라즈카 가극단 재단중의 주요 무대
| 기간 (월)     | 소속 | 제목                                               | 공연장                                   | 배역                                           | 비고                                    |
| ------------- | ---- | -------------------------------------------------- | ---------------------------------------- | ---------------------------------------------- | --------------------------------------- |
| 2015년        |      |                                                    |                                          |                                                |                                         |
| 4/24 - 6/1    | 츠키 | 1789-바스티유의 연인들-                            | 다카라즈카대극장                         |                                                | 초무대                                  |
| 8/21 - 11/22  | 호시 | 가이즈 & 돌즈                                      | 다카라즈카대극장 도쿄다카라즈카극장      |                                                | 조배속 후 첫무대                        |
| 2016년        |      |                                                    |                                          |                                                |                                         |
| 1/6 - 28      | 호시 | LOVE & DREAM-I.Sings Disney／ II.Sings TAKARAZUKA- | 도쿄국제포럼 우메다예술극장              |                                                |                                         |
| 3/18 - 6/19   | 호시 | 박쥐…박쥐박사의 유쾌한 복수극…                     | 다카라즈카대극장 도쿄다카라즈카극장      |                                                |                                         |
| 3/18 - 6/19   | 호시 | THE ENTERTAINER!                                   | 다카라즈카대극장 도쿄다카라즈카극장      |                                                |                                         |
| 8/26 - 11/20  | 호시 | 벚꽃에 춤추다-SAMURAI The FINAL-                   | 다카라즈카대극장 도쿄다카라즈카극장      | 무라타 이와쿠마 (신인공연)                     | 본역 : 아마토 카논                      |
| 8/26 - 11/20  | 호시 | 로망스!! (Romance)                                 | 다카라즈카대극장 도쿄다카라즈카극장      |                                                |                                         |
| 2017년        |      |                                                    |                                          |                                                |                                         |
| 3/10 - 6/11   | 호시 | THE SCARLET PIMPERNEL                              | 다카라즈카대극장 도쿄다카라즈카극장      | 루이 샤를르 케이토 (신인공연)                  | 본역 : 오토하 미노리                    |
| 7/22 - 8/7    | 호시 | 옴 샨티 옴 -사랑하는 윤회-                         | 우메다예술극장                           | 도리                                           |                                         |
| 9/29 - 12/24  | 호시 | 베를린, 나의 사랑                                  | 다카라즈카대극장 도쿄다카라즈카극장      | 소년 질 클라인 (신인공연)                      | 본역 : 키사키 아이리 신인공연 첫 히로인 |
| 9/29 - 12/24  | 호시 | Bouquet de TAKARAZUKA                              | 다카라즈카대극장 도쿄다카라즈카극장      |                                                |                                         |
| 2018년        |      |                                                    |                                          |                                                |                                         |
| 2/2 - 25      | 호시 | 덧없는 사랑                                        | 중일극장                                 | 스테파니                                       |                                         |
| 2/2 - 25      | 호시 | Bouquet de TAKARAZUKA                              | 중일극장                                 |                                                |                                         |
| 4/27 - 7/22   | 호시 | ANOTHER WORLD                                      | 다카라즈카대극장 도쿄다카라즈카극장      | 무희 오스미 (신인공연)                         | 본역 : 키사키 아이리 신인공연 히로인    |
| 4/27 - 7/22   | 호시 | Killer Rouge                                       | 다카라즈카대극장 도쿄다카라즈카극장      |                                                |                                         |
| 10/11 - 22    | 호시 | 데뷔탕트                                           | 바우홀                                   | 미레이유                                       |                                         |
| 2019년        |      |                                                    |                                          |                                                |                                         |
| 1/1 - 3/24    | 호시 | 깊은 안개 속 엘베 강가                             | 다카라즈카대극장 도쿄다카라즈카극장      | 로제마리 마인라토 안젤리카 론바르토 (신인공연) | 본역 : 오토하 미노리                    |
| 1/1 - 3/24    | 호시 | ESTRELLAS〜별들〜                                  | 다카라즈카대극장 도쿄다카라즈카극장      |                                                |                                         |
| 5/5 - 25      | 호시 | 카타마리-꿈의 마호로바, 아름다운 야마토-           | 드라마시티 일본청년관                    | 야스미코                                       |                                         |
| 7/12 - 10/13  | 호시 | GOD OF STARS-식성-                                 | 다카라즈카대극장 도쿄다카라즈카극장      | Seala AI (신인공연)                            | 본역 : 코자쿠라 호노카                  |
| 7/12 - 10/13  | 호시 | Éclair Brillant (에클레르 브리앙)                  | 다카라즈카대극장 도쿄다카라즈카극장      |                                                |                                         |
| 11/20 - 12/15 | 호시 | 록오페라 모차르트                                  | 우메다예술극장 도쿄다테모노 Brillia HALL | 소피 웨버 / 여관                               |                                         |

### 출연 이벤트
- 2018년 12월 21 - 22일 『다카라즈카 스페셜 2018 Say! Hey! Show Up!!』

## TV드라마
- 2015년 9월 12일 NHK 『경세제민의 남자 코바야시 이치조』 후편 - 다카라즈카 가극단 단원
- 2020년 9월15일 - 10월 6일 TBS 『돈 떨어지면 사랑의 시작』 - 세이토쿠 마리아
- 2021년 1월 19일 NHK 『오쵸양』 32회 - 백작의 딸・우메코

## 웹드라마
- 2020년 9월 15일 - 10월 6일 Paravi 스핀오프 『恋の切れ目がおカネのはじまり?』 - 세이토쿠 마리아